# 田中姿子
田中 姿子（たなか しなこ、1975年7月28日 - ）は、日本の女子ビーチバレー選手、元バレーボール選手。

## 来歴
埼玉県川越市出身。小学校3年生でバレーボールを始める。川越商業高校では、春高バレーやインターハイなどに出場した。
卒業後、1994年より日立ベルフィーユに所属。2001年、同チームが廃部となり、NECレッドロケッツへ移籍した。2001年から2002年にかけて全日本代表として2001年ワールドグランドチャンピオンズカップや世界選手権に出場した。ロシアのディナモ・モスクワに在籍したのち、2004年よりビーチバレーに転向、小泉栄子とペアを組む。2006年、ドーハ・アジア大会で銀メダルを獲得した。
2009年1月より鈴木洋美とペアを組む。インドアの元全日本代表経験者ペアのチームに。
2009年11月より溝江明香とペア結成。
2013年、インドアのフィリピンスーパーリーガに属するペトロン・ブレイズ・スパイカーズで丹山美沙緒と共にプレーした。
近年ではインドア・ビーチに加えスノーバレーボールの普及活動、フィリピンの大学バレーボールチームのコーディネーターとして活動している。

## 戦績

### バレーボール
- 全日本代表 - 2001-2002年
- 全日本代表としての主な国際大会出場歴
  - 世界選手権 - 2002年

- 受賞歴
  - 2002年 - 第8回Vリーグ サーブレシーブ賞

### ビーチバレー
- 2005年　
  - ワールドツアー　インドネシアオープン　9位
  - ワールドツアー　南アフリカオープン　9位
- 2006年
  - ジャパンレディース2006 優勝
  - マーメイドカップ2006 優勝
  - ファイテンJBVジャパンツアー2006　優勝4回、準優勝1回（年間総合優勝）
  - ドーハ・アジア大会 銀メダル
- 2008年
  - ファイテンJBVツアー2008第1戦霧島酒造オープン 優勝

## 所属チーム
- 川越商高
- 日立ベルフィーユ（1994-2001年）
- NECレッドロケッツ（2001-2003年）
- ディナモ・モスクワ（2003-2004年）
- ペトロン・ブレイズ・スパイカーズ（英語版）（2013年）